# Етреопон
Етреопон (фр. Etréaupont) насеље је и општина у североисточној Француској у региону Пикардија, у департману Ен (Пикардија) која припада префектури Вервен.
По подацима из 2011. године у општини је живело 916 становника, а густина насељености је износила 52,08 становника/km². Општина се простире на површини од 17,59 km². Налази се на средњој надморској висини од 127 метара (максималној 227 m, а минималној 120 m).

## Демографија
| 1962. | 1968. | 1975. | 1982. | 1990. | 1999. | 2011. |
| ----- | ----- | ----- | ----- | ----- | ----- | ----- |
| 887   | 1.015 | 969   | 955   | 966   | 933   | 916   |

График промене броја становника у току последњих година